# Нильсен, Ингвар
Ингвар Нильсен (норв. Yngvar Nielsen; 29 июля 1843, Арендал, Эуст-Агдер — 2 марта 1916) — норвежский историк, географ, политик, преподаватель, научный писатель, автор туристических путеводителей.
Происходил из семьи торговой буржуазии, его отец (Карстен Танк Нильсен; 1818—1892) работал управляющим в телеграфной компании. Изучал филологию и в 1865 году получил степень по истории лингвистики. Затем три года преподавал в латинской школе Ниссена (с перерывом на работу в архивах в Дании и Швеции), после чего с 1869 по 1878 год был сотрудником Национального архива Норвегии (англ. National Archival Services of Norway) и одновременно библиотекарем в библиотеке Дейчмана (англ. Oslo Public Library) в Христиании. В 1877 году возглавил этнографический музей при университете, спустя год стал научным сотрудником университета по истории и географии. В 1880 году получил степень доктора философии. В том же году, пользуясь к тому времени большим авторитетом, стал наставником шведских принцев Оскара и Евгения во время их обучения в университете Христиании. Был председателем Норвежской исторической ассоциации, с 1887 по 1889 год сотрудничал в издании «Vidar», с 1903 по 1912 год редактировал журнал «Historisk Tidsskrift». В 1894 году получил орден Святого Олафа, в 1911 году получил крест его командора. Был активным членом Консервативной партии и убеждённым сторонником сохранения унии со Швецией.
Главные работы: «Lensgreve J. C. H. Wedel Jarlsberg 1779—1840» (1901—1902), «Jens Bjelke til Østraat utgitt» (1872), «Bidrag til Norges historie i 1814», (2 тома, 1882 и 1886), «Norges Historie efter 1814», (работа по новейшей истории Норвегии с 1814 года, его наиболее известное сочинение; издавалось в период 1882—1892 годов). Им также были написаны мемуары, вышедшие в четырёх томах: «En Christianiensers Erindringer» (1910), «Under Oscar IIs Regjering» (1912), «Fra Johan Sverdrups Dage» (1913), «Da Unionen skulde briste» (1915). В 1879 году им был написан путеводитель по Норвегии англ. Reisehaandbog over Norge, к 1915 году выдержавший 12 переизданий и пользовавшийся большой популярностью.